# 1월 17일
1월 17일은 그레고리력으로 17번째(윤년일 경우도 17번째) 날에 해당한다.

## 사건
- 1377년 - 아비뇽 유수 종식. 교황청이 아비뇽에서 약 70년만에 로마로 돌아옴.
- 1819년 - 시몬 볼리바르, 그란콜롬비아 선포
- 1893년 - 하와이 왕국 전복
- 1955년 - 미국 해군이 건조한 최초의 원자력 잠수함인 노틸러스 호가 항해를 시작하다.
- 1991년 - 다국적군의 공중폭격에 의해 걸프 전쟁, 사막의 폭풍 작전이 시작되다.
- 1992년 - 김보은 김진관 사건이 발생
- 1995년 - 고베 대지진. 일본의 효고현 남부에서 지진이 발생하다.
- 1995년 - 베를루스코니가 이탈리아의 제 73대 총리직에서 물러나다.

## 문화
- 1983년 - 영국 BBC에서 아침 시간대 프로그램 〈브렉퍼스트 타임〉 첫 방송.
- 2006년 - 국민중심당 창당.
- 2010년 - 국민참여당 창당.
- 2012년 - 한국예수교장로회가 하승무 목사를 중심으로 창립.

## 탄생
- 1560년 - 스위스의 식물학자 카스파 바우힌. (~?)
- 1600년 - 에스파냐의 극작가 페드로 칼데론 데 라 바르카. (~1681년)
- 1706년 - 미국의 초대 정치인 벤저민 프랭클린. (~1790년)
- 1820년 - 영국의 소설가 앤 브론테. (~1849년)
- 1851년 - 영국의 의사 제임스 캔틀리. (~1926년)
- 1871년 - 루마니아의 정치인 니콜라에 요르가. (~1940년)
- 1899년
  - 미국의 마피아 알 카포네. (~1947년)
  - 미국의 교육 철학자 로버트 허친스 (~1977년)
- 1905년  - 아르헨티나의 축구 선수, 축구 감독 기예르모 스타빌레. (~1966년)
- 1910년 - 조선민주주의인민공화국의 소설가 박태원. (~1986년)
- 1922년
  - 멕스코의 제57대 대통령 루이스 에체베리아. (~2022년)
  - 미국의 배우 겸 희극인 베티 화이트. (~2021년)
- 1923년 - 미국의 중국학자 데이비드 니비슨. (~2014년)
- 1926년 - 대한민국의 정치인 정래혁. (~2022년)
- 1927년
  - 대한민국의 정치인 최운지. (~2024년)
  - 대한민국의 정치인 정규헌. (~1993년)
- 1930년 - 미국의 연주가 딕 콘티노. (~2017년)
- 1931년 - 미국의 배우 제임스 얼 존스. (~2024년)
- 1935년 - 대한민국의 정치인 김인규.
- 1940년
  - 대한민국의 민주화 운동가, 이한열 열사의 어머니 배은심. (~2022년)
  - 몰도바의 제2대 대통령 미르체아 스네구르. (~2023년)
  - 우루과이의 대통령, 정치인 타바레 바스케스. (~2020년)
- 1942년 - 미국의 권투 선수 무하마드 알리. (~2016년)
- 1943년 - 대한민국의 정치인 권수창. (~1997년)
- 1944년
  - 일본의 국제정치학자 이노구치 다카시. (~2024년)
  - 프랑스의 배우, 작가 프랑수아즈 아르디. (~2024년)
- 1946년
  - 대한민국의 소설가 윤후명. (~2025년)
  - 북마케도니아의 배우 메토 요바노프스키. (~2023년)
- 1948년 - 대한민국의 시인 고정희. (~1991년)
- 1951년 - 소련의 역도 선수 유리 자이체프. (~2022년)
- 1952년 - 일본의 음악가 사카모토 류이치. (~2023년)
- 1953년 - 일본의 탁구인 야마이즈미 카즈코. (~2024년)
- 1955년
  - 대한민국의 세무공무원 김문수.
  - 헝가리의 생화학자 커리코 커털린.
- 1959년 - 일본의 가수 야마구치 모모에.
- 1960년 - 러시아의 정치인 타티야나 유마셰바.
- 1962년
  - 캐나다의 희극인 짐 캐리.
  - 일본의 정치인 아즈미 준.
- 1963년
  - 대한민국의 배우 류태호.
  - 일본의 만화가 모리카와 조지.
- 1964년
  - 대한민국의 소설가 김소진. (~1997년)
  - 대한민국의 정치인 강기정.
  - 미국 최초의 흑인 퍼스트 레이디 미셸 오바마.
- 1965년 - 대한민국의 배우 오성열. (~2011년)
- 1966년
  - 대한민국의 전 축구 선수, 현 축구 행정가 김주성.
  - 캐나다의 종합격투기 선수 게리 굿리지.
  - 브라질의 영화 감독 카림 아이누즈.
- 1969년
  - 대한민국의 배우 윤유선.
  - 네덜란드의 음악 프로듀서 티에스토.
- 1970년 - 미국의 영화 감독 겐디 타타코프스키.
- 1971년
  - 미국의 배우 데니즈 리처즈.
  - 대한민국의 작가 김성호. (~2001년)
  - 프랑스의 배우 실비 테스튀.
  - 대한민국의 정치인 이두아.
- 1972년 - 일본의 가수, 싱어송라이터 히라이 켄.
- 1973년
  - 대한민국의 배우 김정태.
  - 멕시코의 전 축구 선수 콰우테모크 블랑코.
  - 캐나다의 배우, 음악가 소피아 시너스.
- 1974년
  - 대한민국의 성우 최수진.
  - 이란의 샴 쌍둥이 비자니 자매. (라단 비자니, 라엘 비자니) (~2003년)
- 1975년
  - 대한민국의 축구 선수 김정수.
  - 중국계 미국인 가수 코코 리. (~2023년)
- 1976년
  - 대한민국의 배우 이상훈.
  - 대한민국의 가수, 작사가 H.
- 1978년
  - 대한민국의 배우 한상진.
  - 일본의 일러스트레이터 스즈히라 히로.
- 1979년 - 일본의 유도 선수 우에노 마사에.
- 1980년 - 미국의 가수, 배우 조이 데이셔넬.
- 1981년
  - 대한민국의 가수 레이.
  - 미국의 싱어송라이터, 배우 레이 J.
- 1982년 - 대한민국의 가수 환희 (플라이 투 더 스카이).
- 1983년
  - 스페인의 축구 선수 알바로 아르벨로아.
  - 대한민국의 기상캐스터 오하영.
- 1984년
  - 대한민국의 아나운서 이아롬.
  - 대한민국의 배우 장신영.
  - 영국의 전자 음악가 캘빈 해리스.
  - 이탈리아의 방송인, 사업가 알베르토 몬디.
  - 조선민주주의인민공화국의 유도 선수 오정애.
  - 태국의 역도 선수 펜시리 라오스리꾼.
- 1985년
  - 대한민국의 배우 최성원.
  - 일본의 가수 코사카 리유.
  - 대한민국의 모델 혜박.
- 1986년
  - 대한민국의 야구 선수 이도윤.
  - 대한민국의 가수 태군.
  - 대한민국의 레이싱 모델 이다연.
- 1987년
  - 대한민국의 테니스 선수 조민혁.
  - 대한민국의 그룹 아이리스의 전 멤버 이은미. (~2011년)
  - 타이완의 야구 선수 양다이강.
- 1988년
  - 대한민국의 피아노 연주자, 작곡가 유발이.
  - 대한민국의 배우 최수정.
  - 대한민국의 가수 주미.
- 1989년
  - 대한민국의 가수 가현 (HAM).
  - 이탈리아의 권투 선수 빈첸초 만자카프레.
- 1990년
  - 대한민국의 야구 선수 장성우.
  - 미국의 프리스타일 스키 선수 브리타 시고니.
- 1991년
  - 대한민국의 뮤지컬 배우, 가수 송상은.
  - 대한민국의 축구 선수 김원준.
  - 핀란드의 랠리 선수 에사페카 라피.
- 1992년
  - 브라질의 축구 선수 페드루 엔리케 올리베이라.
  - 일본의 야구 선수 요시다 에리.
- 1993년 - 스페인의 축구 선수 보르하 이글레시아스.
- 1994년
  - 영국, 미국의 배우 루시 보인턴.
  - 일본의 성우 우에다 레이나.
  - 대한민국의 가수 지성.
- 1995년 - 네덜란드의 축구 선수 도미니크 얀선.
- 1996년
  - 핀란드의 지휘자, 첼리스트 클라우스 메켈레.
- 1997년
  - 대한민국의 수영 선수 김가을.
  - 중화인민공화국의 스피드스케이팅 선수 톈루이닝.
  - 미국의 유튜버 제이크 폴.
- 2000년
  - 대한민국의 가수 겸 배우 찬희 (SF9).
  - 대한민국의 야구 선수 정은원.
- 2001년
  - 대한민국의 가수 에스더.
  - 아르헨티나의 축구 선수 엔소 페르난데스.
- 2002년
  - 대한민국의 치어리더 정희정.
- 2009년 - 대한민국의 아역배우 김하겸.
- 2013년 - 대한민국의 배우, 모델, 유튜버 기은유.

### 미상
- 대한민국의 가수 리재.

## 사망
- 1468년 - 알바니아의 민족 영웅 스칸데르베우. (1405년~)
- 1588년 - 명나라의 군인 척계광. (1528년~)
- 1751년 - 이탈리아의 작곡가 토마소 알비노니. (1671년~)
- 1884년 - 독일의 조류학자, 파충류학자 헤르만 슐레겔. (1804년~)
- 1893년 - 미국의 제19대 대통령 러더퍼드 B. 헤이스. (1822년~)
- 1911년 - 영국의 인류학자 프랜시스 골턴. (1822년~)
- 1981년 - 대한민국의 시인 김종문. (1919년~)
- 1994년
  - 대한민국의 정치인 정일권. (1917년~)
  - 미국의 육상 선수 헬렌 스티븐스. (1918년~)
- 1997년 - 미국의 천문학자 클라이드 톰보. (1917년~)
- 2005년 - 중국의 정치가, 공산당 총서기, 국무원 총리 자오쯔양. (1919년~)
- 2008년 - 미국의 체스 선수 보비 피셔. (1943년~)
- 2018년 - 잉글랜드의 배우 사이먼 셸턴. (1966년~)
- 2019년 - 수단의 정치인 바비케르 아와달라. (1917년~)
- 2020년
  - 조선민주주의인민공화국의 정치인 황순희. (1919년~)
  - 일본의 야구 선수 다카기 모리미치. (1941년~)
- 2022년 - 미국의 군인 메릴 뉴먼. (1928년~)
- 2023년
  - 프랑스의 수녀 뤼실 랑동. (1904년~)
  - 루마니아의 영화배우 테오도르 코반. (1957년~)
- 2025년
  - 스코틀랜드의 축구선수 데니스 로. (1940년~)
  - 몽골의 제1대 대통령 폰살마깅 오치르바트. (1942년~)
  - 미국의 작가 줄스 파이퍼. (1929년~)

## 기념일
- 내셔널 데이(National Day): 미노르카, 스페인
- 파트라스 카니발 개막일: 파트라스, 그리스
- 해군사관학교 개교기념일: 대한민국

## 같이 보기
- 전날: 1월 16일 다음날: 1월 18일 - 전달: 12월 17일 다음달: 2월 17일
- 음력: 1월 17일
- 모두 보기